# 漫画サンデーフォアマン
『漫画サンデーフォアマン』（まんがサンデーフォアマン）は、実業之日本社が発行していた漫画雑誌である。

## 概要
1998年に漫画サンデーの姉妹誌として創刊、月2回（第2・4金曜日発売）で刊行されていた。誌名のフォアマン（Foreman）とは親方のことであり、マスコットキャラクターも親方をイメージしたものである。また、男の為（For A Man）という意味合いもある。1年後の1999年4月9日号（通巻25号）をもって休刊した。

## 主な掲載作品
- それからの凡人組（新田たつお）※「こちら凡人組（漫画サンデー連載）」の続編
- チェリー（高橋のぼる）
- ネオン（原作：松田康志 作画：檜垣憲朗）
- いだてん（大滝鉄也）
- 鴆 (CHIN)（西條栄一）
  - 鴆 -戦国妖女伝説- - マンガ図書館Z（外部リンク）
- なにくそ!（原作：今野敏 作画：竜崎遼児）
- 白きカラス（石渡洋司）
- クマロボ（カサギヒロシ）
- 東京まくわうり荘（おおつぼマキ）
  - 東京まくわうり荘 - マンガ図書館Z（※18禁）（外部リンク）
- サーフサイド物語（たかもちげん）
- 愛車買います!（原作：加藤久美子 作画：田中つかさ）
- あっちむいて!ガードマン（原作：ASUKA 作画：関口シュン）
- くいだおれ探偵帳（どおくまんプロ）
- 太陽はボクらの敵（山本夜羽）
  - 太陽はボクらの敵 - マンガ図書館Z（※18禁）（外部リンク）
- いつも上天気（上農ヒロ昭）
- 忍びの火卍（パンチョ近藤）
- 清志朗の蹴り!（原作：田中誠一 作画：秋月めぐる）